# チアミラール
チアミラール（Thiamylal）は、1950年代に発明されたバルビツール酸誘導体の一種である。鎮静作用、抗痙攣作用、催眠作用があり、強力かつ、短時間作用型の鎮静剤として使用される。チアミラールは現在も、主に全身麻酔の麻酔導入剤として使用され、局所麻酔薬による痙攣にも用いられることがある。セコバルビタールのチオバルビツールアナログである。チオ基を反映して淡黄色である。商品名はチトゾール、イソゾール、など。薬理学的に長所の多い、プロポフォールの販売開始以降、チオペンタールと共に全身麻酔における需要が減りつつある。血管痛がほぼ無いことに関してはプロポフォールに勝る。

## 効能・効果
- 全身麻酔
- 全身麻酔の導入
- 局所麻酔剤・吸入麻酔剤との併用
- 精神神経科における電撃療法の際の麻酔
- 局所麻酔剤中毒・破傷風・子癇等に伴う痙攣

## 禁忌
下記の患者には禁忌とされる。
- ショックまたは大出血による循環不全、重症心不全の患者
- 急性間歇性ポルフィリン症の患者
- アジソン病の患者
- 重症気管支喘息の患者
- バルビツール酸系薬物に対する過敏症の患者

## 副作用
重大な副作用として、ショック、呼吸停止、呼吸抑制が添付文書に記載されている。